# Libertad individual
La libertad individual es el valor constitutivo de cada persona, fundamento de sus deberes y derechos, conforme al cual cada persona puede decidir autónomamente sobre las cuestiones esenciales de su vida. Se trata entonces, de la libertad de cada persona de actuar según su voluntad o convicciones, y cuyo límite se encuentra en el respeto a la libertad y los derechos de las demás personas, y lo establecido en las leyes.
Se considera que hay libertad individual cuando las personas pueden obrar sin coacción y opresión por parte de otros sujetos. Por ello, se dice que un individuo está en libertad o actúa en libertad cuando no está en condición de prisionero, sometido a las órdenes de otros o bajo coacción.
En el Derecho político, su máxima expresión en la Edad Moderna han sido los derechos individuales o derechos de primera generación en el marco del principio de legalidad, planteados originalmente por el liberalismo clásico.